# Oxnard High School
La Oxnard High School è una scuola secondaria (high school) statunitense che si trova a Oxnard, in California. La scuola, fondata nel 1901, è la più antica del distretto scolastico di Oxnard e la più antica della Contea di Ventura. Originariamente fu costruita nel centro della città, ma, essendo vicino all'aeroporto, la scuola nel 1995 venne trasferita a nord-ovest, nel quartiere di River Ridge. La scuola comprende anche due stadi (uno per ogni sito), dedicati a Clarence Houser.